# Stan Moore
Stanley Burton Moore, detto Stan (Massena, 1956), è un allenatore di hockey su ghiaccio ed ex hockeista su ghiaccio statunitense.

## Carriera
Dopo una breve carriera da giocatore (perlopiù a livello universitario, ma con una esperienza da professionista nel campionato olandese con gli Enschede Lions), Moore si è dedicato ad allenare. Tra il 1978 e il 2012 ha ricoperto il ruolo di assistente allenatore e capo allenatore in diverse squadre universitarie di NCAA. Na vinto per due volte il premio come migliore allenatore della divisione ECAC della NCAA.
Nel 2018 ha fatto la sua prima esperienza all'estero, come head coach del Caldaro, nella seconda serie italiana. Coi lucci vinse sia il campionato che la coppa Italia.
L'esperienza in Italia durò solo una stagione: nel luglio del 2019 fece ritorno negli Stati Uniti d'America, al Bowdoin College come assistente allenatore di Jamie Dumont.

## Palmarès

### Club
- Coppa Italia: 1

Caldaro: 2018-2019

### Individuale
- ECAC Coach of the Year: 2

1996-1997, 2003-2004